# Narcissus pseudonarcissus
Narcissus pseudonarcissus és una espècie botànica de la família de les amaril·lidàcies (Amaryllidaceae).

## Descripció
És una planta perenne i bulbosa, amb el bulb globular de color blanc al seu interior i negrós a la seva coberta. Les fulles radicals i lineals de color verd fosc, de 35 cm de longitud. La inflorescència, més alta que les fulles, és erecta i té en el seu extrem una fragant flor de color groc daurat, acanalada i composta per sis segments aguts. El fruit és una càpsula.

## Distribució i hàbitat
És una planta nativa d'Europa central i septentrional on creix en els boscs humits. A la península se'n troben diverses subespècies, com ara prymigenium, etc., que s'estenen als Pirineus i al Cantàbric.

## Propietats
Conté narcitina o narcisina, que té propietats emètiques. S'ha recomanat per a casos d'epilèpsia i afeccions de tipus espàstic. S'ha observat una activitat favorable en el tractament de tumors i en la leucèmia.
Les dosis excessives d'aquesta planta provoquen el vòmit i són laxants.

## Nom comú
- Lliri silvestre, campanetes, campanetes grans, campaneta golafre, ceba dels prats, ceba d'or, fals narcís, fals-narcís, flor d'àngel, grandalla, liró, lirons, maia, narcís, narcís de campaneta, narcís dels prats, nadaletes, tetoneta.

## Taxonomia
Narcissus pseudonarcissus va ser descrita per L. i publicat a Sp. Pl. 289, a l'any 1753.
Etimologia
Narcissus nom genèric que fa referència del jove narcisista de la mitologia grega Νάρκισσος (Narkissos) fill del déu riu Cefís i de la nimfa Liríope; que es distingia per la seva bellesa.
El nom deriva de la paraula grega: ναρκὰο, narkào (= narcòtic) i es refereix a l'olor penetrant i embriagant de les flors d'algunes espècies (alguns sostenen que la paraula deriva de la paraula persa نرگس i que es pronuncia Nargis, que indica que aquesta planta és embriagadora).
pseudonarcissus: epítet llatí que significa "fals narcís".
Sinonimia
- Ajax pseudonarcissus (L.) Haw., Monogr. Narciss.: 2 (1831).
- Narcissus sylvestris Lam., Fl. Franç. 3: 390 (1779).
- Narcissus serratus Haw., Misc. Nat.: 179 (1803).
- Narcissus glaucus Hornem., Hort. Bot. Hafn. 1: 315 (1813).
- Narcissus radians Lapeyr., Hist. Pl. Pyrénées: 177 (1813).
- Narcissus ajax Sweet, Hort. Suburb. Lond.: 67 (1818).
- Narcissus capax Salisb. ex Sweet, Hort. Suburb. Lond.: 67 (1818), nom. illeg.
- Ajax festalis var. plenissimus Haw., Suppl. Pl. Succ.: 114 (1819).
- Ajax festalis var. plenus Haw., Suppl. Pl. Succ.: 114 (1819).
- Ajax festalis var. scoticus Haw., Suppl. Pl. Succ.: 113 (1819).
- Ajax serratus (Haw.) Haw., Suppl. Pl. Succ.: 114 (1819).
- Ajax serratus var. suavis Haw., Suppl. Pl. Succ.: 115 (1819).
- Ajax telamonius Haw., Suppl. Pl. Succ.: 115 (1819).
- Ajax telamonius var. grandiplenus Haw., Suppl. Pl. Succ.: 115 (1819).
- Ajax telamonius var. plenus Haw., Suppl. Pl. Succ.: 115 (1819), nom. nud.
- Ajax fenestralis Gray, Nat. Arr. Brit. Pl. 2: 191 (1821 publ. 1822).
- Ajax fenestralis var. scoticus (Haw.) Gray, Nat. Arr. Brit. Pl. 2: 192 (1821 publ. 1822).
- Ajax cuneifolius Haw., Saxifrag. Enum. 2: 43 (1821).
- Narcissus telamonius (Haw.) Link, Handbuch 1: 204 (1829).
- Ajax lobularis Haw., Philos. Mag. Ann. Chem. 9: 131 (1830).
- Ajax breviflos Haw., Monogr. Narciss. 2: 6 (1831).
- Ajax cambricus Haw., Monogr. Narciss. 2: 3 (1831).
- Ajax lobularis var. amplicorona Haw. in R.Sweet, Brit. Fl. Gard., ser. 2, 25(App.): 3 (1831).
- Ajax lobularis var. scotica Haw. in R.Sweet, Brit. Fl. Gard., ser. 2, 25(App.): 3 (1831).
- Ajax pseudonarcissus var. albus Haw. in R.Sweet, Brit. Fl. Gard., ser. 2, 25(App.): 2 (1831).
- Ajax pseudonarcissus var. luteus Haw. in R.Sweet, Brit. Fl. Gard., ser. 2, 25(App.): 2 (1831).
- Ajax pseudonarcissus var. pallidus Haw. in R.Sweet, Brit. Fl. Gard., ser. 2, 25(App.): 2 (1831).
- Ajax pseudonarcissus var. plenissimus Haw. in R.Sweet, Brit. Fl. Gard., ser. 2, 25(App.): 2 (1831).
- Ajax pseudonarcissus var. pleurus Haw. in R.Sweet, Brit. Fl. Gard., ser. 2, 25(App.): 2 (1831).
- Ajax serratus var. praecox Haw. in R.Sweet, Brit. Fl. Gard., ser. 2, 25(App.): 3 (1831).
- Ajax serratus var. radians Haw. in R.Sweet, Brit. Fl. Gard., ser. 2, 25(App.): 3 (1831).
- Oileus hexangularis Haw., Monogr. Narciss.: 4 (1831).
- Ajax hexangularis (Haw.) Herb., Amaryllidaceae: 305 (1837).
- Ajax pseudonarcissus var. ryticarpus Herb., Amaryllidaceae: 300 (1837).
- Ajax pseudonarcissus var. telamonius (Haw.) Herb., Amaryllidaceae: 301 (1837).
- Ajax sabiniamus Herb., Amaryllidaceae: 306 (1837).
- Narcissus breviflos (Haw.) Steud., Nomencl. Bot., ed. 2, 2: 181 (1841).
- Ajax capax M.Roem., Fam. Nat. Syn. Monogr. 4: 201 (1847).
- Ajax radians M.Roem., Fam. Nat. Syn. Monogr. 4: 193 (1847).
- Ajax rudbeckii M.Roem., Fam. Nat. Syn. Monogr. 4: 201 (1847).
- Ajax sexangularis M.Roem., Fam. Nat. Syn. Monogr. 4: 201 (1847).
- Narcissus andersonii Sabine ex M.Roem., Fam. Nat. Syn. Monogr. 4: 198 (1847).
- Narcissus renaudii Bavoux., Mém. Soc. Émul. Doubs, sér. 2, 4: 114 (1854).
- Ajax multicus J.Gay, Bull. Soc. Bot. France 7: 308 (1860).
- Narcissus horsfeldii Burb., Narcissus: 30 (1875).
- Narcissus pseudonarcissus var. grandiplenus (Haw.) Burb., Narcissus: 28 (1875).
- Narcissus pseudonarcissus var. plenissimus J.C.Niven, Garden (London, 1871-1927) 7: 5 (1875).
- Narcissus pseudonarcissus var. plenus J.C.Niven, Garden (London, 1871-1927) 7: 5 (1875).
- Narcissus eystettensis Anon., Gard. Chron., n.s., 21: 484 (1884).
- Narcissus pseudonarcissus f. cambricus (Haw.) Voss, Vilm. Blumengärtn. ed. 3, 1: 1023 (1895).
- Narcissus pseudonarcissus f. lobularis (Haw.) Voss, Vilm. Blumengärtn. ed. 3, 1: 1023 (1895).
- Narcissus pseudonarcissus f. serratus (Haw.) Voss, Vilm. Blumengärtn. ed. 3, 1: 1023 (1895).
- Narcissus luteus Bubani, Fl. Pyren. 4: 156 (1902).
- Ajax festinus Jord. in A.Jordan & J.P.Fourreau, Icon. Fl. Eur. 3: 2 (1903).
- Ajax gayi Hénon in A.Jordan & J.P.Fourreau, Icon. Fl. Eur. 3: 2 (1903).
- Ajax montinus Jord. in A.Jordan & J.P.Fourreau, Icon. Fl. Eur. 3: 3 (1903).
- Ajax platylobus Jord. in A.Jordan & J.P.Fourreau, Icon. Fl. Eur. 3: 2 (1903).
- Ajax porrigens Jord. in A.Jordan & J.P.Fourreau, Icon. Fl. Eur. 3: 3 (1903).
- Ajax praelongus Jord. in A.Jordan & J.P.Fourreau, Icon. Fl. Eur. 3: 2 (1903).
- Narcissus pseudonarcissus subsp. remopolensis (Panizzi) Rouy in G.Rouy & J.Foucaud, Fl. France 13: 30 (1912), nom. illeg.
- Narcissus pseudonarcissus var. serratus (Haw.) Rouy in G.Rouy & J.Foucaud, Fl. France 13: 29 (1912).
- Narcissus pseudonarcissus subsp. silvestris Rouy in G.Rouy & J.Foucaud, Fl. France 13: 30 (1912), not validly publ.
- Narcissus gandogeri Sennen & Leroy, Exsicc. (Pl. Esp.) 1925: n.° 5635 (1926).
- Narcissus festalis var. serratus (Haw.) H.R.Wehrh., Gartenstauden 1: 199 (1929).
- Narcissus major var. telamonius (Haw.) H.R.Wehrh., Gartenstauden 1: 200 (1929).
- Narcissus gayi (Hénon) Pugsley, J. Roy. Hort. Soc. 58: 72 (1933).
- Narcissus gayi var. praelongus (Jord.) Pugsley, J. Roy. Hort. Soc. 58: 73 (1933).
- Narcissus pisanus Pugsley, J. Roy. Hort. Soc. 58: 59 (1933).
- Narcissus pseudonarcissus var. festinus (Jord.) Pugsley, J. Roy. Hort. Soc. 58: 64 (1933).
- Narcissus pseudonarcissus var. humilis Pugsley, J. Roy. Hort. Soc. 58: 65 (1933).
- Narcissus pseudonarcissus var. minoriformis Pugsley, J. Roy. Hort. Soc. 58: 64 (1933).
- Narcissus pseudonarcissus var. montinus (Jord.) Pugsley, J. Roy. Hort. Soc. 58: 64 (1933).
- Narcissus pseudonarcissus var. platylobus (Jord.) Pugsley, J. Roy. Hort. Soc. 58: 64 (1933).
- Narcissus pseudonarcissus var. porrigens (Jord.) Pugsley, J. Roy. Hort. Soc. 58: 64 (1944).
- Narcissus pseudonarcissus var. pisanus (Pugsley) A.Fern., Daffodil Tulip Year Book 33: 59 (1968).
- Narcissus fontqueri Fern.Casas & Rivas Ponce, Fontqueria 21: 27 (1988).
- Narcissus pseudonarcissus f. pleniflorus P.D.Sell in P.D.Sell & G.Murrell, Fl. Great Britain Ireland 5: 364 (1996).[4]